# Warhammer 40.000: Kill Team
Warhammer 40.000: Kill Team ist ein Shoot ’em up von THQ für Windows, Xbox 360 und PlayStation 3. Es kam im Juli 2011 auf den Markt und basiert auf den Tabletop-Spielregeln Warhammer 40.000 von Games Workshop.

## Spielprinzip
Kill Team ist ein sogenannter Twin-Stick-Shooter und kann sowohl allein als auch mit einem Mitspieler kooperativ gespielt werden. Das Spielgeschehen wird aus einer Überblicksperspektive gezeigt. Der Spieler wählt seine Spielfigur aus vier verschiedenen Charaktertypen (Devastator-Marine, Techmarine, Librarian, Vanguard-Assault-Marine). Sie haben unterschiedliche Kampfwerte und Schwerpunkte (Nah- oder Fernkampf) und eine charakterspezifische Sonderfähigkeit. Ziel des Spiels ist, ein orkisches Invasionsschiff („Kreuza“) aufzuhalten, bevor es eine menschliche Kolonialwelt erreichen und eine Invasion starten kann. Das Spiel besteht aus fünf Leveln mit rund 3–4 Stunden Spielzeit, in denen der Spieler Antrieb, Generator und Angriffsflotte sabotiert sowie den Anführer der Orks besiegt. Dazu muss er sich durch zahlenmäßig überlegene Gegnerhorden kämpfen. Neben den Orks kämpft der Spieler außerdem auch gegen Vertreter des Volks der Tyraniden. Für das Töten von Gegnern gibt es Punkte, für das schnelle Erledigen aufeinander gibt es Boni auf die Punktzahl. Mit den gesammelten Punkten können zwischen den Leveln die Spielfiguren mit neuen, verbesserten Waffen ausgestattet und die Werte mithilfe sogenannter Perks verbessert werden.

## Rezeption
Kill Team  erhielt gemischte Kritiken (Metacritic: 65 von 100 (PS3)/ 67 (X360)).

„Schick präsentiertes Actionspiel im Warhammer-Universum das ein wenig überschaubar ausgefallen ist.“

„Geringe Grundspielzeit vs. explosive Gefechte. Unter dem Strich bleibt ein verdammt kurzer, aber auch verdammt unterhaltsamer Zweistick-Shooter mit lokalem Koop-Modus.“